# Stadt Hasselfelde
Stadt Hasselfelde ist ein Ortsteil der Stadt Oberharz am Brocken und seit 2002 ein staatlich anerkannter Luftkurort im Landkreis Harz in Sachsen-Anhalt.

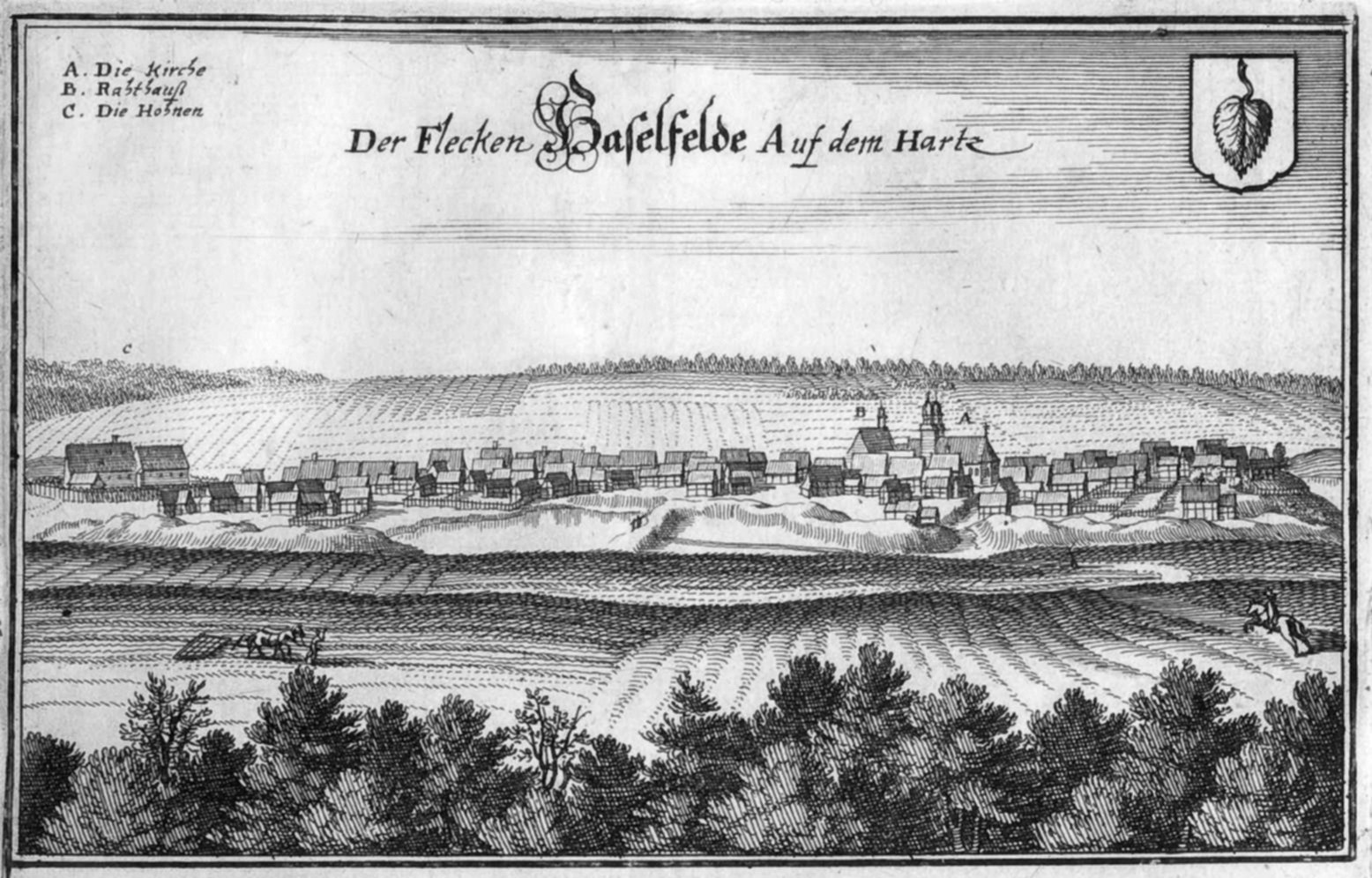
Hasselfelde 1654/1658 (Merian)

## Geografie
Hasselfelde liegt auf dem Hochplateau im Unterharz, in einer kleinen, von der Hassel durchflossenen Senke. Die unmittelbare Umgebung des Orts ist nicht bewaldet und wird landwirtschaftlich genutzt.
Neben dem Ortskern gehört der Ortsteil Rotacker zu Hasselfelde.

## Geschichte
Der Ort wurde erstmals 1043 urkundlich erwähnt und erhielt vermutlich um 1222 das Stadtrecht. In ottonischer Zeit befand sich in Hasselfelde ein königlicher Jagdhof. Das Servitenkloster Hasselfelde bestand von 1277 bis etwa 1298.
Von 1537 bis 1558 war Hasselfelde gemeinsam mit Stiege für 25.000 Gulden an die Grafen zu Stolberg verpfändet.
Im Jahr 1807 wurde die Stadt in das von Napoleon geschaffene Königreich Westphalen eingegliedert. Hasselfelde wurde Verwaltungssitz des Kantons Hasselfelde. Der Kanton bildete einen Teil des Distrikts Blankenburg im Departement der Saale. Nach der Auflösung des Königreichs Westphalen im Jahr 1813 und der Konstituierung des Herzogtums Braunschweig wurde die Landesverwaltung neugeordnet. Hasselfelde wurde Verwaltungssitz des Amtes Hasselfelde im Herzogtum Braunschweig.
Die Stadt brannte in der Vergangenheit mehrmals fast vollständig ab, zuletzt 1893. Auch die St.-Antonius-Kirche wurde mehrere Male wieder aufgebaut; ihre Gemeinde gehört heute zur Propstei Bad Harzburg.
Trautenstein wurde am 1. Januar 2002 eingemeindet.
Am 1. Januar 2010 schloss sich die Stadt Hasselfelde mit den Gemeinden Elend, Sorge, Stiege und Tanne sowie den Städten Elbingerode (Harz) und Benneckenstein (Harz) zur Stadt Oberharz am Brocken zusammen.
Am 1. Juli 2014 ist das neue Kommunalverfassungsgesetz des Landes Sachsen-Anhalt in Kraft getreten. In dessen §14 (2) wird den Gemeinden die Möglichkeit gegeben, den Ortsteilen, die vor der Eingemeindung Städte waren, diese Bezeichnung zuzuerkennen. Die Stadt Oberharz am Brocken hat von dieser Regelung Gebrauch gemacht. Ihre neue Hauptsatzung ist mit Wirkung vom 26. Juni 2015 in Kraft getreten. Im §3 (1) werden die Ortsteile mit ihren amtlichen Namen aufgeführt.

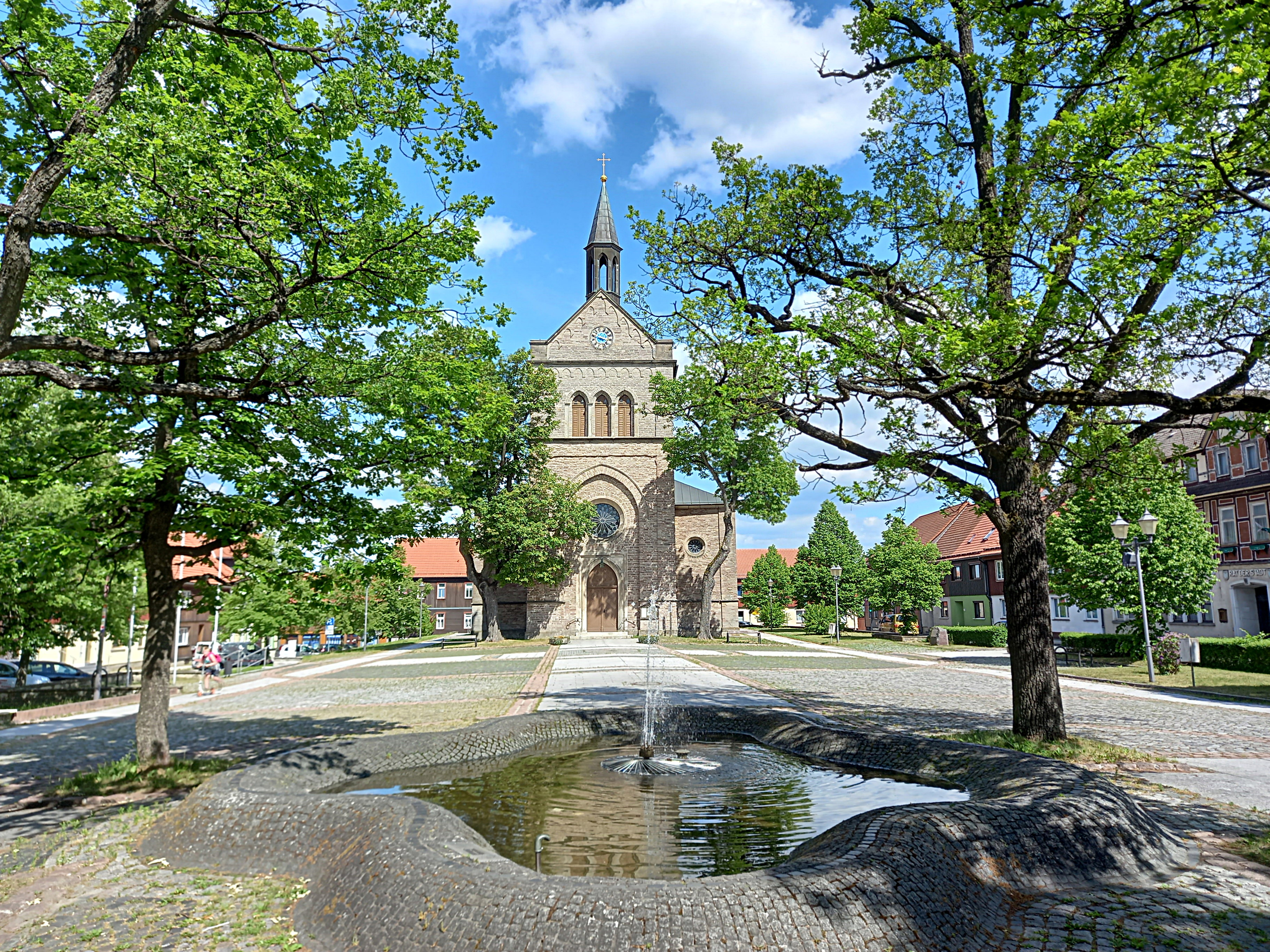
Markt mit Stadtkirche St. Antonius
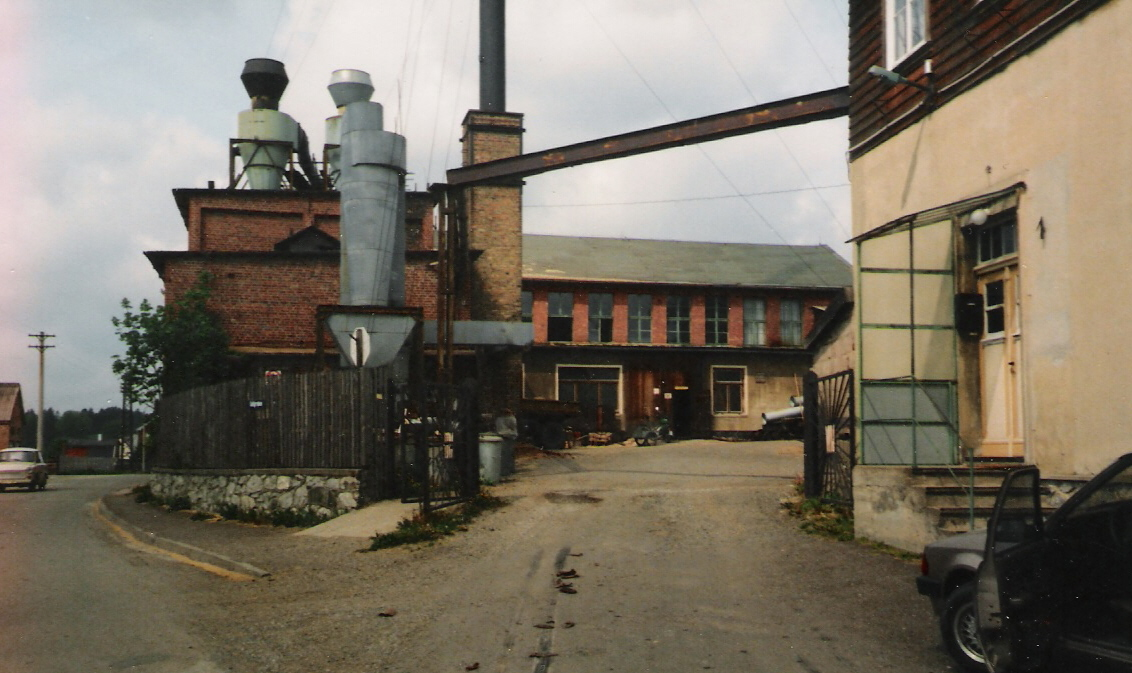
Eingang zum Sägewerk, 1991
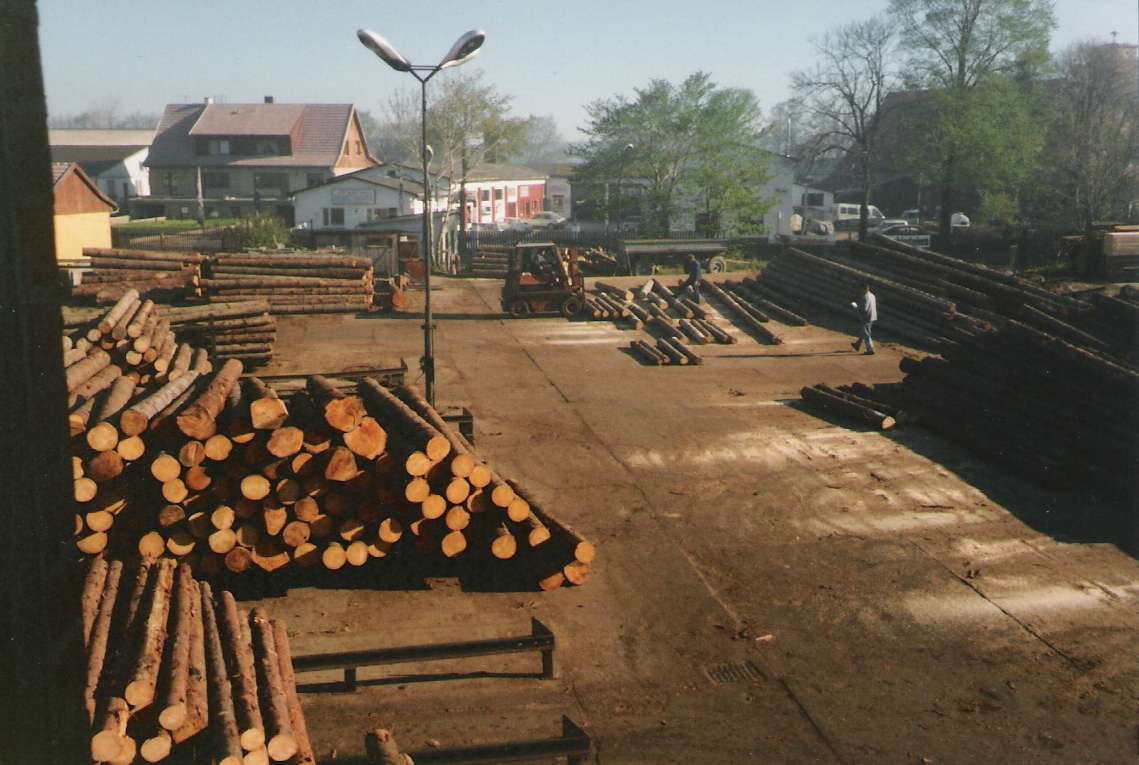
Holzplatz des Sägewerkes, 1991

### Einwohnerentwicklung
| Jahr      | 1800 | 1890 | 1900 | 1933 | 1970 | 2008 |
| --------- | ---- | ---- | ---- | ---- | ---- | ---- |
| Einwohner | 1330 | 2654 | 2969 | 2797 | 3382 | 2904 |

## Wappen
Blasonierung: „In Silber ein gestürztes grünes Haselblatt aus einem grünen Zweig wachsend.“
Hasselfelde besaß bis 2000 kein offiziell genehmigtes Wappen, führte jedoch in Gewohnheitsrecht nachweislich seit 1653 ein Wappen, das ein Blatt des Haselstrauches zeigte und somit als redendes Wappen anzusehen ist. Ob das Wappen schon früher offiziell genehmigt war, lässt sich nicht nachweisen. Mehrere Großbrände, die den Ort und dabei auch das Rathaus in Schutt und Asche legten, haben viele historische Unterlagen vernichtet, sodass ein Nachweis nicht geführt werden kann.
Das hier dargestellte Wappen ist gegenüber dem klassischen Vorbild nur gering geändert worden, um es der heraldischen Stilistik anzupassen. So wurden die Konturen in einheitlicher Strichstärke ausgeführt und Schraffuren im Blatt und im Zweig vernachlässigt. Das Redesign und Einbringung ins Genehmigungsverfahren realisierte der Magdeburger Kommunalheraldiker Jörg Mantzsch.
Als Stadtfarben gelten Grün – Silber (Weiß).

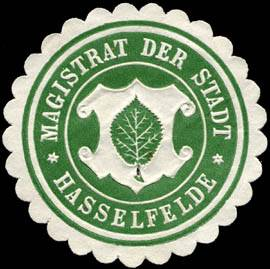
Wappen auf einer Siegelmarke mit stehender …
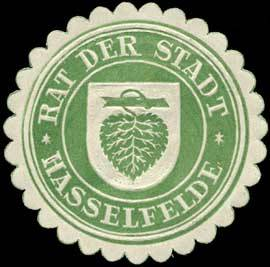
… und hängender Version

## Kultur und Sehenswürdigkeiten

### Feriendorf Blauvogel
Wegen seiner zentralen Lage mitten im Harz ist der Ort bei Touristen beliebt. Im Ortsteil Rotacker entstand nach der Wende das Naturerlebnisdorf Blauvogel mit einer Vielzahl von Ferienhäusern.

### Westernstadt
Am Ostrand der Stadt entstand im Jahr 2000 als Touristenattraktion der Nachbau einer Westernstadt, Pullman City Harz, deren Geschäftsführer damals gleichzeitig der Bürgermeister von Hasselfelde war. Am 8. April 2006 ist der Park in einen neuen Besitz übergegangen.

### Harzköhlerei
An der Straße nach Blankenburg befindet sich die Harzköhlerei Stemberghaus. Dort wird in einem Freilichtmuseum noch immer traditionell Holzkohle hergestellt. Zum Gelände gehören auch das 2012 neuerbaute Selbstbedienungsrestaurant Köhlerhütte und ein Souvenirladen.

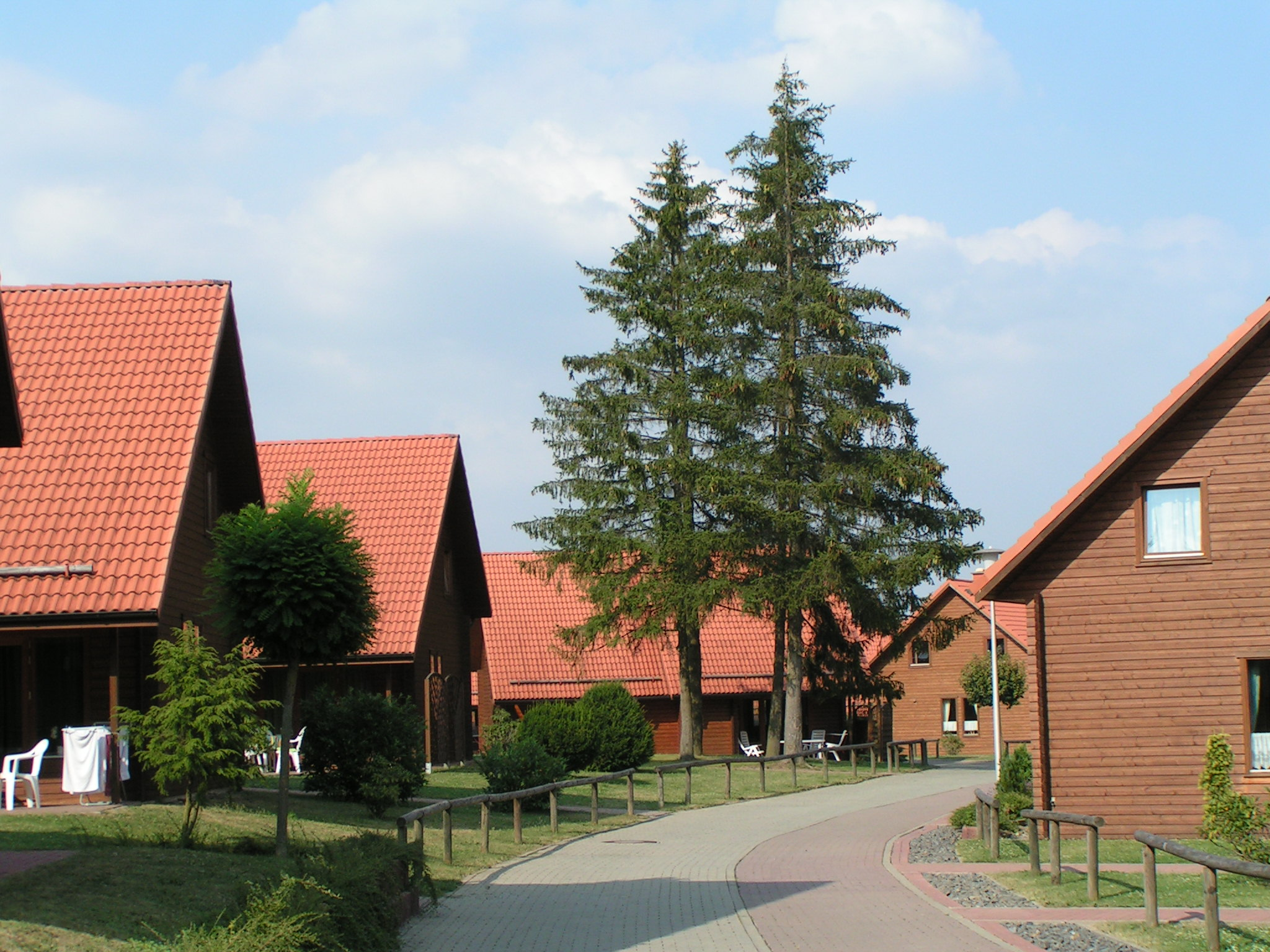
Naturerlebnisdorf Blauvogel in Rotacker
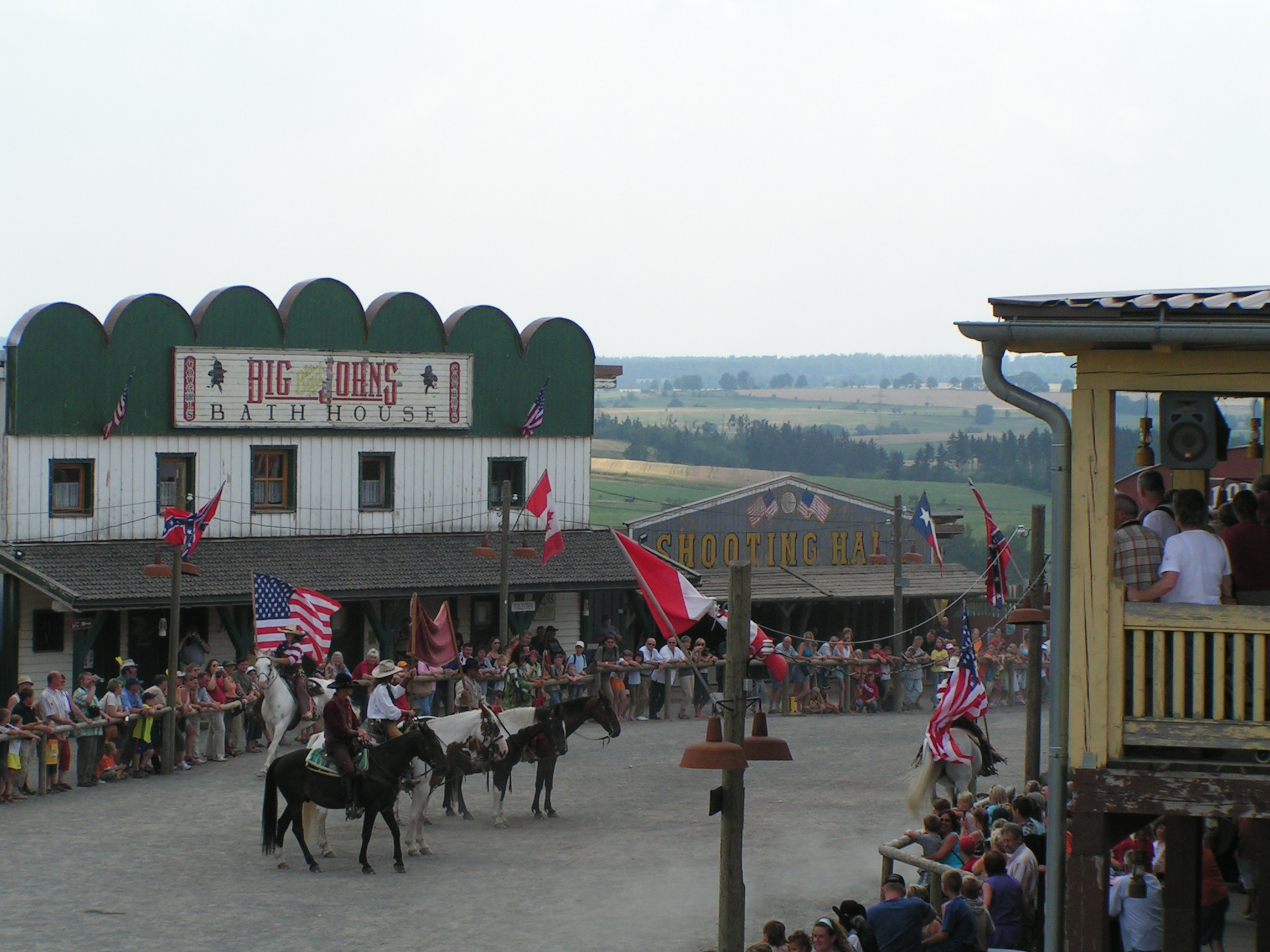
Westernstadt Pullman City
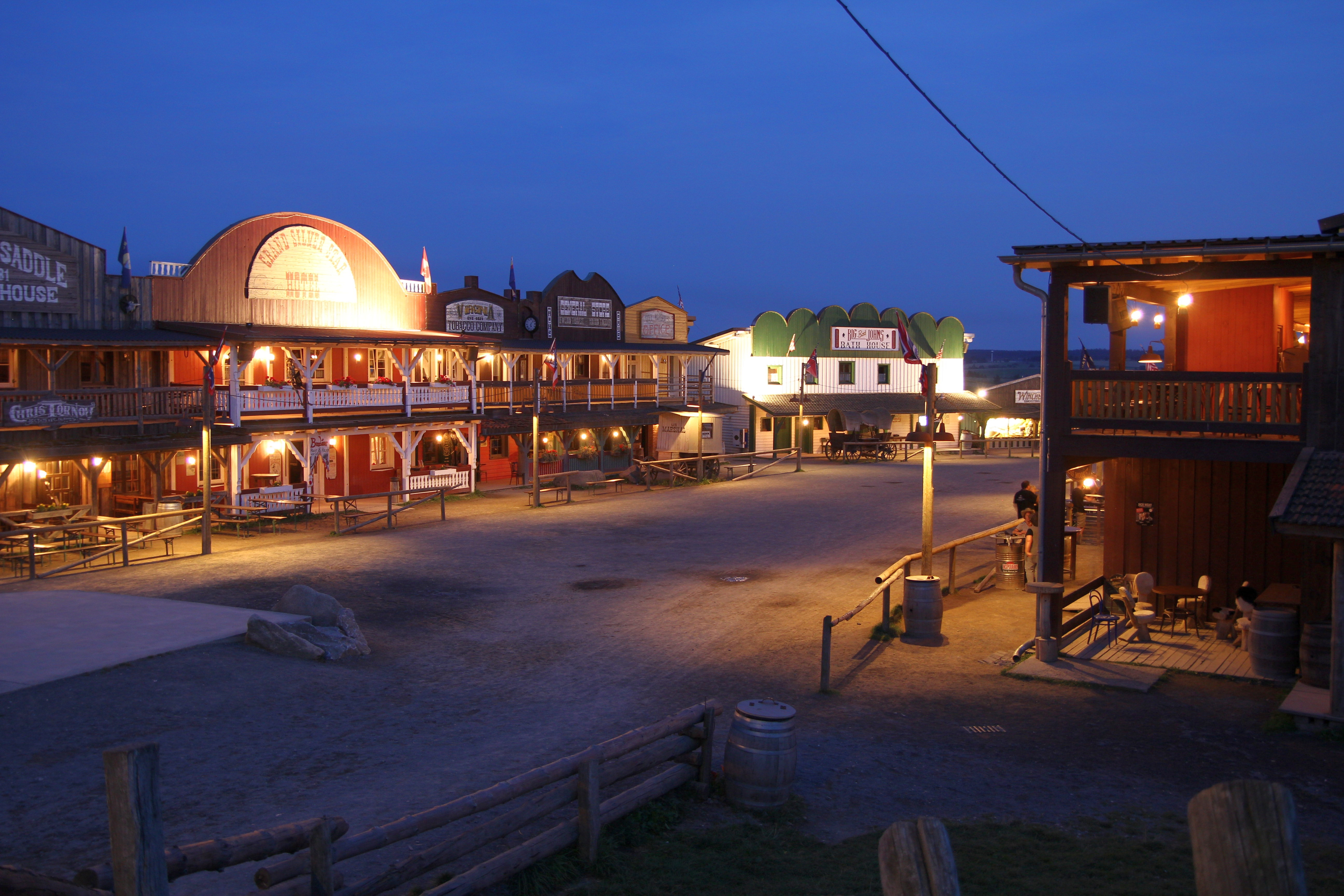
Pullman City am späten Abend
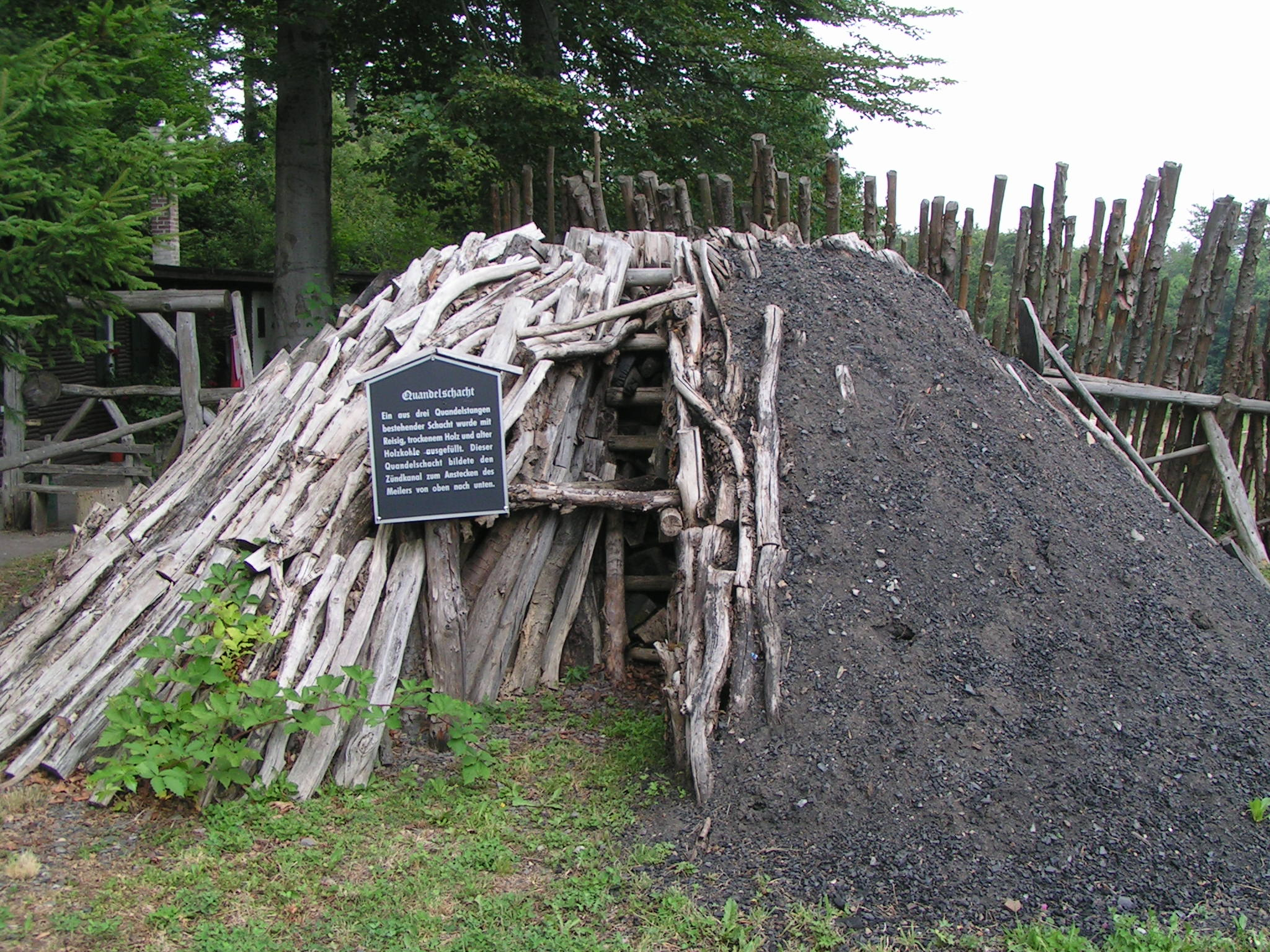
Schauköhlerei

### Regelmäßige Veranstaltungen
In Hasselfelde finden jedes Jahr drei große Feste statt. Am Karsamstag wird das durch den ortsansässigen Osterfeuerverein organisierte Osterfeuer angezündet. Der Höhepunkt des Jahres in Hasselfelde ist das Schützenfest, das zu Pfingsten stattfindet und somit wie auch das Köhlerfest am ersten Wochenende im August einen festen Termin hat.
Der Ort ist einer der acht Orte, in denen das seit 2014 als Immaterielles Weltkulturerbe anerkannte Brauchtum des Finkenmanöver im Harz noch gepflegt wird.

### Denkmale
- Denkmal für Hermann Blumenau am Bahnhof.
- Gedenkstein von 1967 auf dem Friedhof für zehn unbekannte KZ-Häftlinge, die im April 1945 bei einem Todesmarsch aus dem KZ Dora-Mittelbau von SS-Männern ermordet und dort begraben wurden
- Gedenkstein auf dem Friedhof: „Zum Gedenken an 30 deutsche und 60 amerikanische Soldaten. April 1945“
- Gedenkstein von 1993 auf dem Marktplatz für die Opfer von Krieg und Gewalt. Zur Zeit der DDR trug der Marktplatz den Namen Platz des Friedens. Der Gedenkstein trug damals die Inschrift „Wir wollen Frieden“. Nach der Wende wurde das Schild abgenommen, 1993 in einen Gedenkstein für die Opfer von Krieg und Gewalt umgewidmet und wenige Meter nach Norden verschoben. Am Stein ist durch Bohrlöcher erkennbar, dass er ursprünglich nicht als Gedenkstein diente.

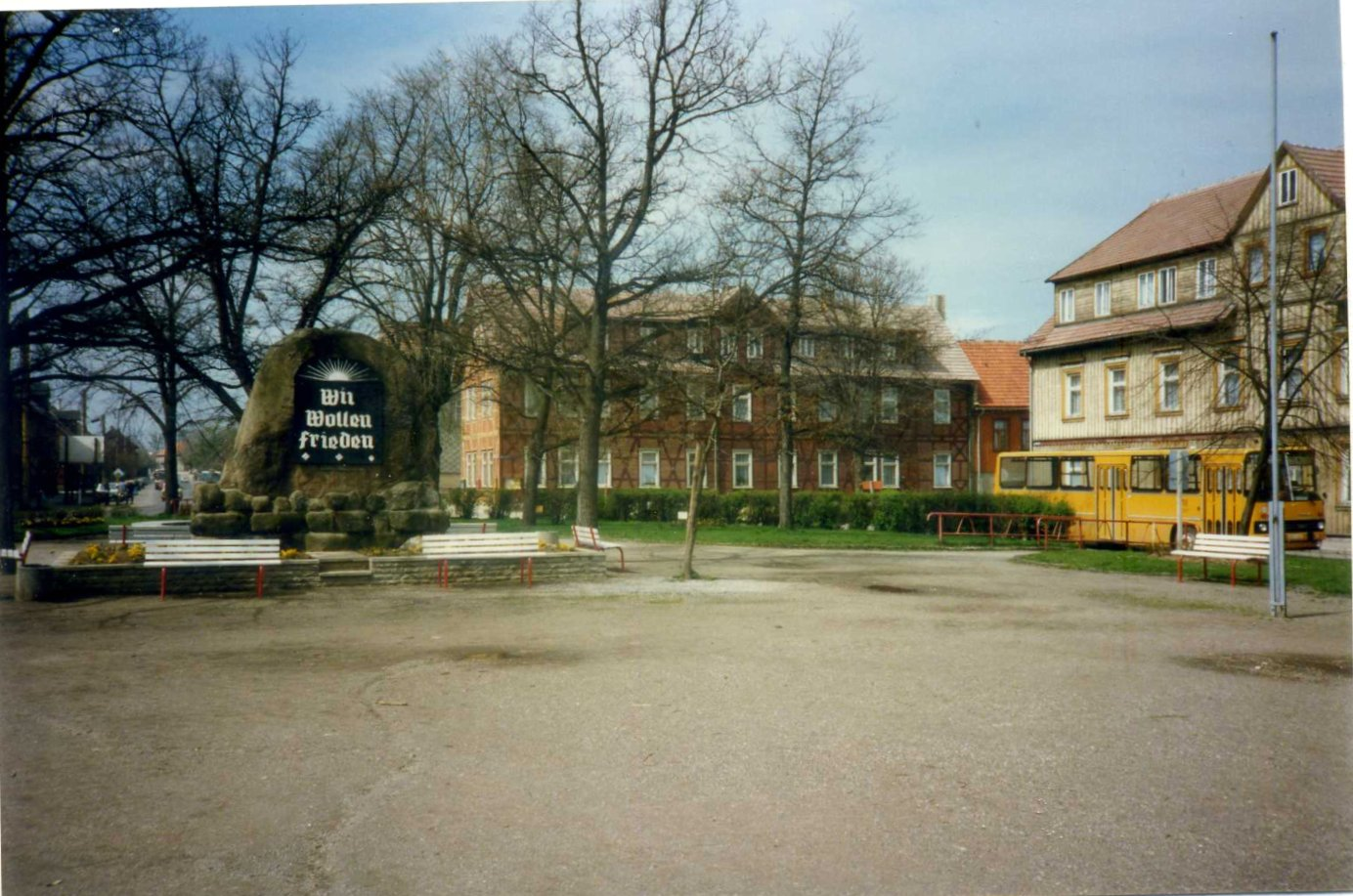
Gedenkstein zu DDR-Zeiten
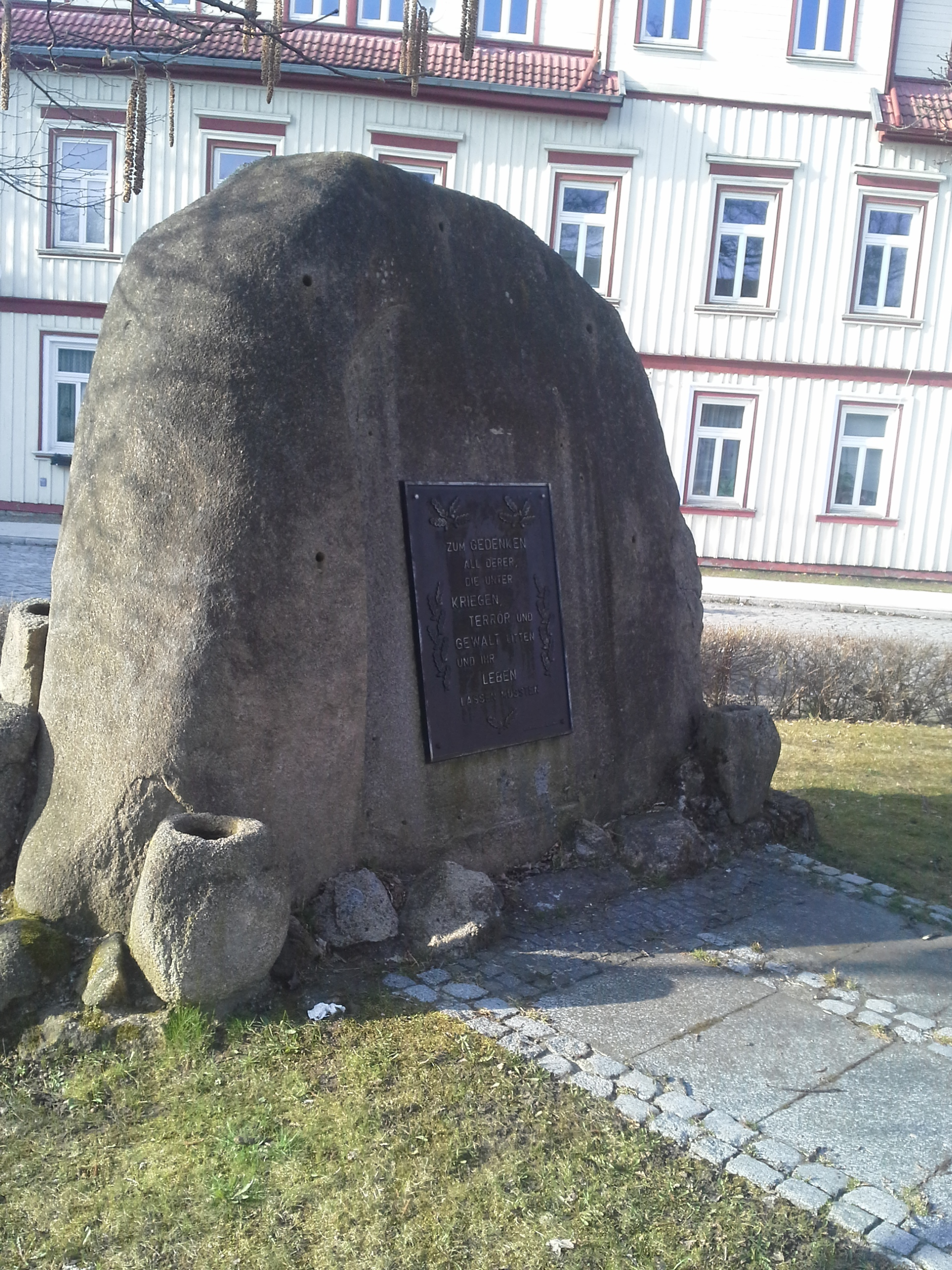
Gedenkstein ab 1993
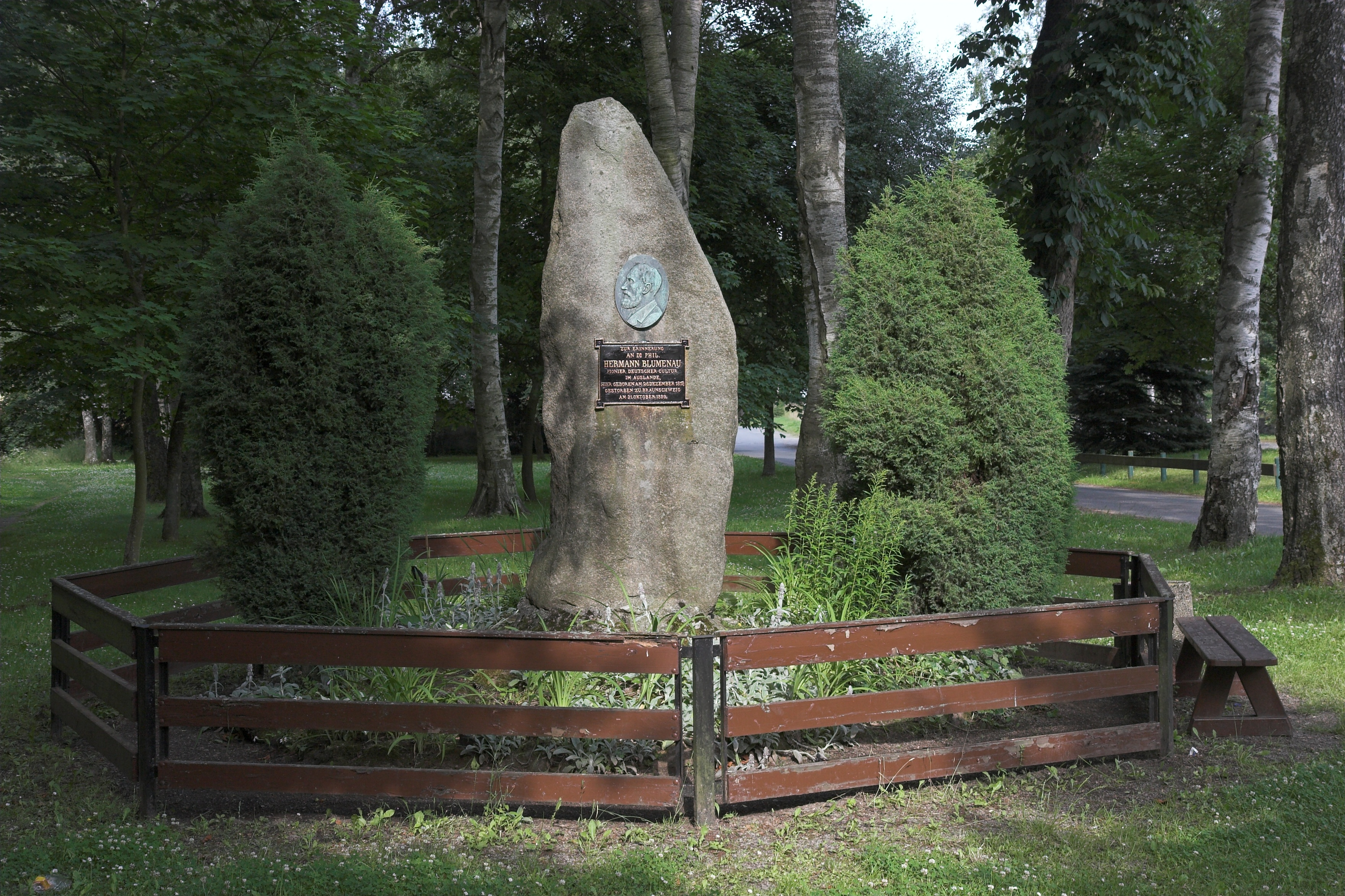
Blumenau-Denkmal

## Wandern und Ausflugsziele
Von Hasselfelde aus sind seit der Öffnung der innerdeutschen Grenze Ausflüge in alle Richtungen und naturbelassenen Landschaften möglich. Durch die Stadt führt die Südroute des Harzer Hexenstiegs vorbei an der Hasselvorsperre in Richtung Köhlerei Stemberghaus.
In Hasselfelde gibt es einen Bahnhof der Harzer Schmalspurbahn. Hier endet eine Zweigstrecke der Selketalbahn aus Richtung Stiege.
Die wichtigsten Sehenswürdigkeiten der Umgebung sind der Brocken, die Rübeländer Tropfsteinhöhlen, mehrere Schaubergwerke aus der alten Bergbautradition des Harzes, die Fachwerkstädte Wernigerode, Quedlinburg und Stolberg, Roßtrappe und Hexentanzplatz im Bodetal, die Kaiserstadt Goslar, das Josephskreuz auf dem Großen Auerberg, die Rappbode-Talsperre mit der Hasselvorsperre und der Carlshausturm auf der 626 m hohen Carlshaushöhe.

## Wirtschaft und Infrastruktur
Verkehr

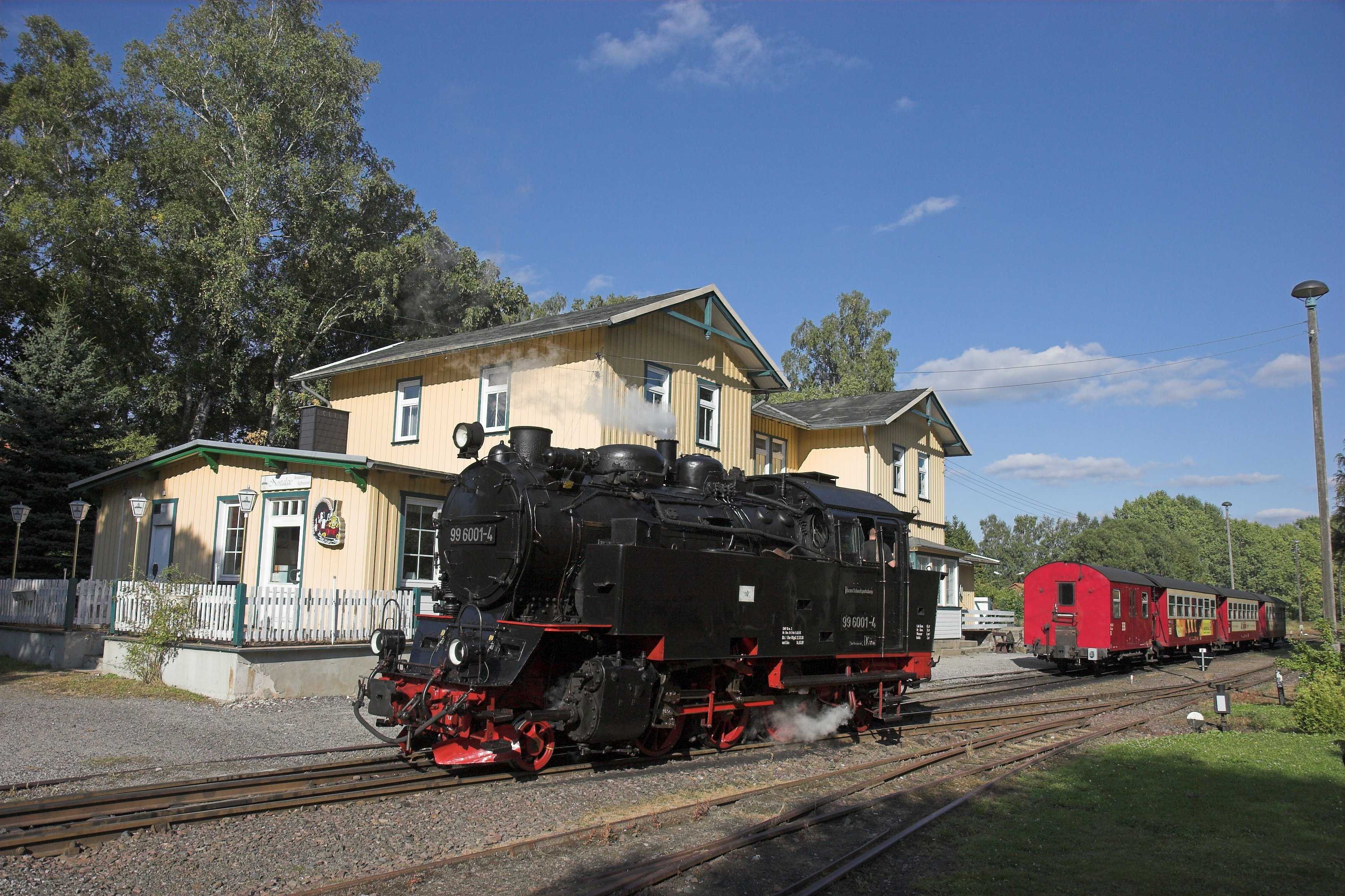
Bahnhof Hasselfelde an der Selketalbahn

Hasselfelde liegt an den Bundesstraßen 242 und 81, die wichtige West-Ost bzw. Nord-Süd-Verkehrsstrecken durch den Harz bilden. Der Ortsteil ist per Bahn über das Streckennetz der Harzer Schmalspurbahnen sowohl von Nordhausen als auch von Gernrode und Quedlinburg über die Selketalbahn zu erreichen. Im Ortszentrum befindet sich der Busbahnhof, an dem Linien der Harzer Verkehrsbetriebe und der Verkehrsgesellschaft Südharz zusammentreffen; Busverbindungen bestehen dadurch in alle Himmelsrichtungen. Am Rande der Westernstadt befindet sich zudem das Ultraleichtfluggelände Hasselfelde.
Bildung
- In Hasselfelde befindet sich neben einem Kindergarten auch die Dr. Hermann Blumenau Grundschule. Die gleichnamige Sekundarschule wurde im Jahr 2006 geschlossen.

## Religionen

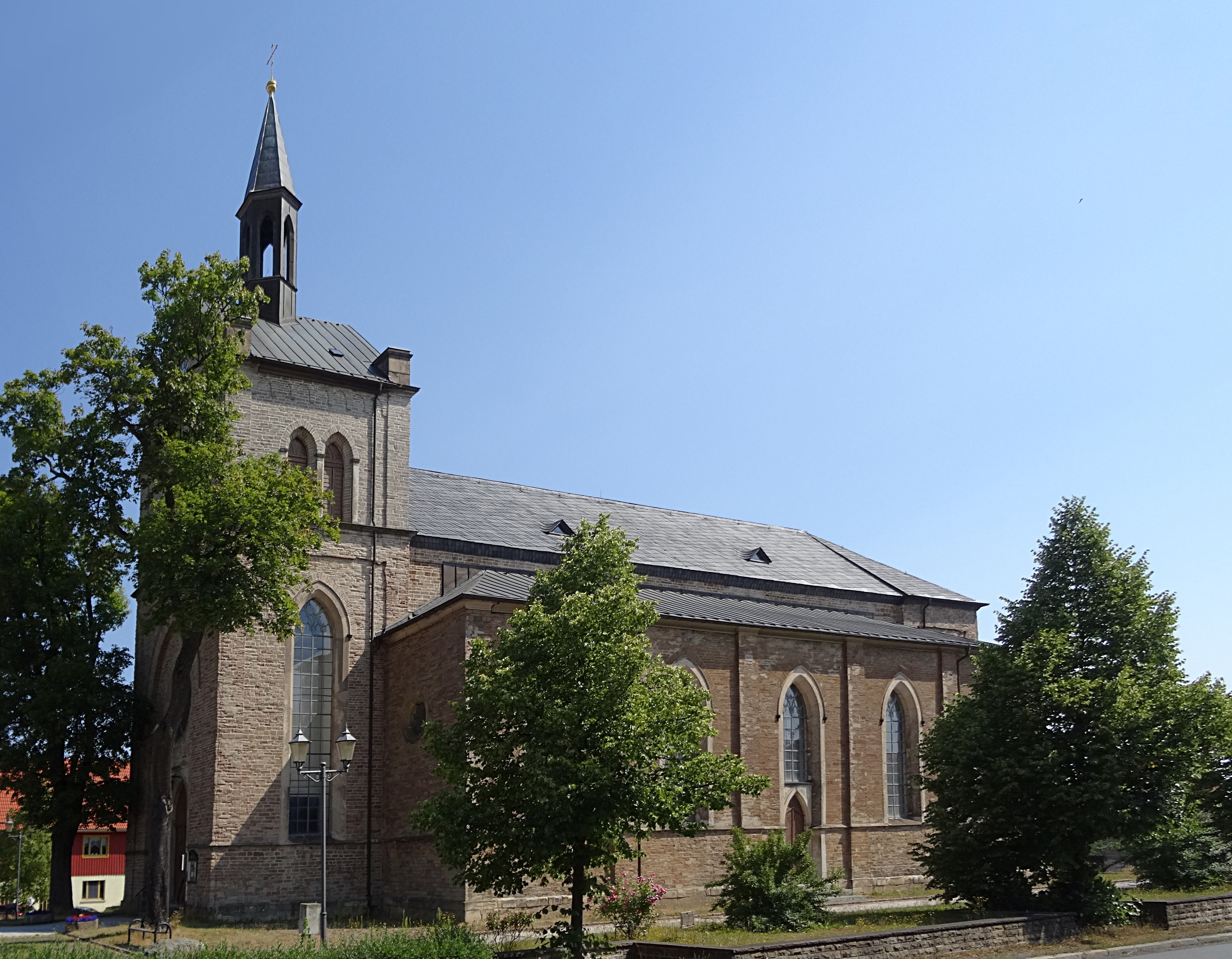
St.-Antonius-Kirche

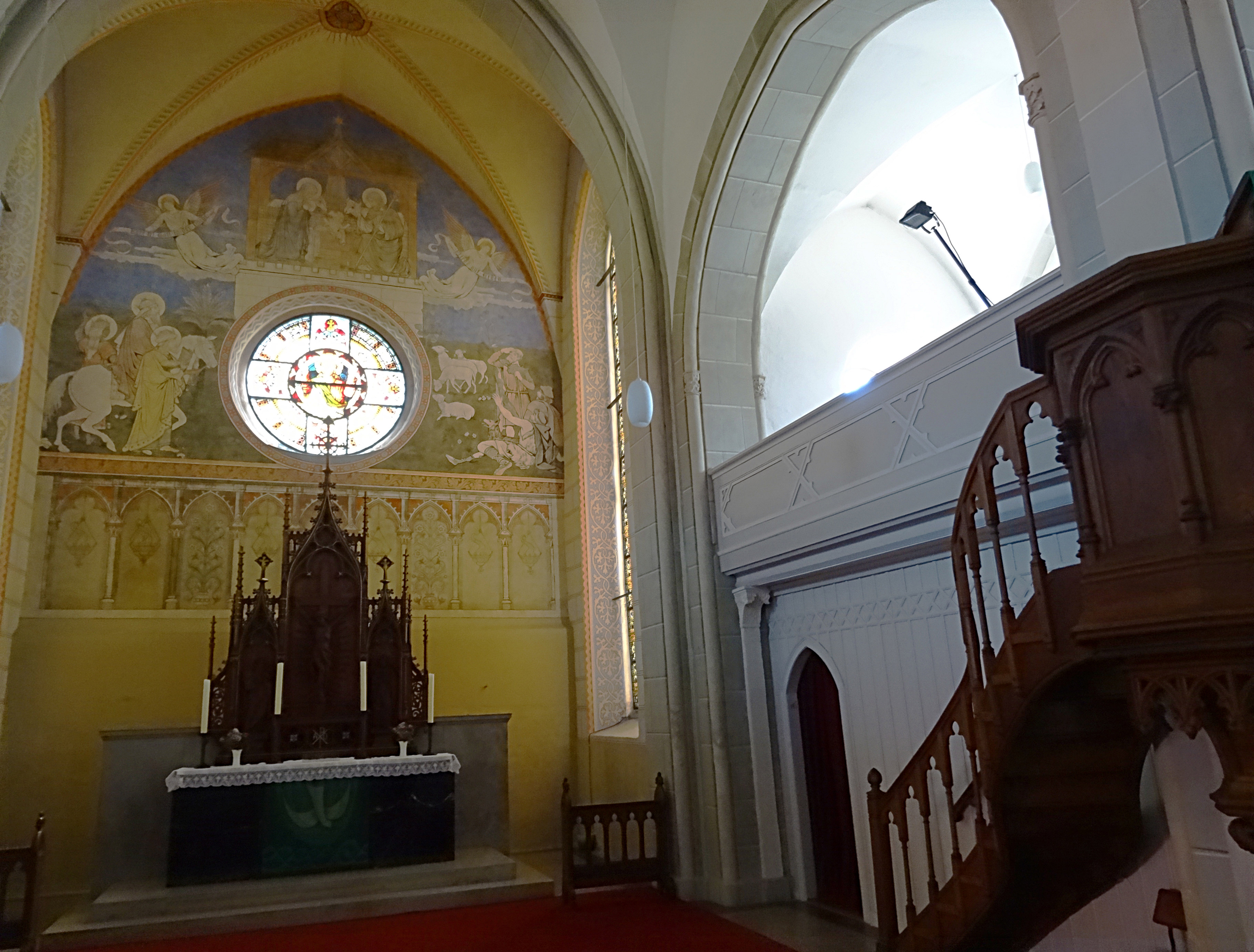
Altar, Wandbild und Kanzel der St.-Antonius-Kirche

### Evangelisch-lutherische Kirche
In Hasselfelde befindet sich die evangelische St.-Antonius-Kirche, zur Propstei Bad Harzburg der Evangelisch-lutherischen Landeskirche in Braunschweig gehörend. Das nach Plänen des braunschweigischen Baumeisters Carl Theodor Ottmer (Schinkelschüler) erbaute Gotteshaus wurde am 4. Mai 1851 eingeweiht, nachdem der Vorgängerbau 1834 durch einen Stadtbrand zerstört worden war. Altar und Kanzel im neugotischen Stil schuf Bildhauer Wilhelm Sagebiel aus Braunschweig. Eine kunsthistorische Besonderheit der Kirche ist das 1902 von Hofmaler Adolf Quensen, Braunschweig, geschaffene Wandbild an der Altarwand, das 2002 freigelegt und restauriert worden ist.

### Römisch-katholische Kirche
Da sich infolge der Flucht und Vertreibung Deutscher aus Mittel- und Osteuropa 1945–1950 auch im seit der Reformation evangelisch geprägten Hasselfelde Katholiken niedergelassen hatten, fanden seitens der Kuratie Blankenburg in der evangelischen St.-Antonius-Kirche zu Hasselfelde katholische Gottesdienste statt. 1951 wurde Hasselfelde Sitz einer eigenen Kuratie. Da Hasselfelde damals zum Bistum Hildesheim gehörte, wurde von dort mit Wilhelm Lehnert (1915–2010) ein Kuratus nach Hasselfelde versetzt. 1957 wurde durch Umbau eines Schafstalls die Kapelle errichtet, sie trug das Patrozinium Maria vom hl. Rosenkranz und wurde am 9. Juni 1957 geweiht. Im Jahre 2002 trat Pfarrer Lehnert 87-jährig in den Ruhestand und zog in ein Altenpflegeheim in Nordhausen. Am 29. Januar 2006 fand in der an der Salzmarktstraße gelegenen Kapelle der letzte Gottesdienst statt, die Kapelle wurde geschlossen und profaniert. Seitdem finden katholische Gottesdienste seitens der Pfarrei St. Josef (Blankenburg) in der evangelischen St.-Antonius-Kirche von Hasselfelde statt.

## Persönlichkeiten
Söhne und Töchter des Ortsteils
- Johann Wilhelm Ludwig von Luce (1756–1842), Schriftsteller, Geistlicher, Mediziner, Regionalhistoriker der estnischen Insel Ösel
- Karl Friedrich Wilhelm Wasmuth von Wintzingerode (1772–1830), Geheimrat und Oberlandforstmeister
- Hermann Blumenau (1819–1899), Gründer und Namensgeber der brasilianischen Stadt Blumenau
- Wilhelm Dunker (1829–1902), Zeitungsredakteur und Dichter
- Ferdinand Thomas (1858–1921), Kunst- und Landschaftsmaler
- Gerhard Zucker (1908–1985), Raketentechniker
- Reiner Schomburg (* 1953), Politiker
- Kerstin Moring (* 1963), Skilangläuferin und Biathletin
- Thomas Gaevert (* 1964), Journalist und freier Autor
- Danilo Riethmüller (* 1999), Biathlet

Persönlichkeiten, die mit Hasselfelde in Verbindung stehen
- Andreas Werckmeister (1645–1706), Musiker und Musiktheoretiker, führte die wohltemperierte Stimmung für Tasteninstrumente ein und wirkte von 1664 bis 1674 als Organist in Hasselfelde,
- Karin Krebs (* 1943), ehemalige DDR-Leichtathletin, lebt heute im Ort